# Michael Pavlík
Michael Pavlík (Pavlik) (* 25. července 1941 Praha) je sklářský výtvarník. Roku 1967 emigroval do USA, kde vystudoval a tvořil.

## Život
Michael Pavlík vystudoval v Praze na střední škole grafický design, ale z politických důvodů nemohl pokračovat ve studiu na vysoké škole. Proto se oženil s Američankou a roku 1967 se odstěhoval do Spojených států. Zde se nejprve snažil prosadit jako malíř a komerční umělec ve svobodném povolání. Počátkem 70. let poznal první skleněné objekty, vytvořené novou generací amerických příslušníků hnutí studiového skla. Absolvoval tříměsíční kurs foukání skla na Penland School of Crafts v Severní Karolíně a začal se této profesi věnovat. Brzy mohl tuto techniku vyučovat na soukromé škole Hartwick College, Oneonta, ve státě New York. Prodal byt v New Yorku a koupil farmu na severu státu New York v Catskill Mountains, kde si zřídil vlastní dílnu.
Postupně začal kombinovat foukané sklo s broušeným optickým sklem firmy Shott Glass Technologies z Pensylvánie. Roku 1983 navštívil první Mezinárodní sklářské sympozium v Novém Boru a navázal zde vztah se sklářskou výtvarnicí Vladimírou Klumparovou. O rok později se s ní v USA oženil a roku 1985 Klumparová dostala povolení se za ním vystěhovat.
V polovině 80. let Pavlík postupně navštěvoval sklářská studia ve Spojených státech aby zjistil možnosti podnikání v oboru. Zaujalo ho úspěšné sklářské studio Joshe Simpsona v Shelburne Falls v Massachusetts, koupil si dům v sousedství a roku 1986 se tam přestěhoval i se svou rodinou. Aby se mohl věnovat studeným technikám zpracování skla, potřeboval zručného brusiče a novou dílnu. Vyhlédl si mladého českého brusiče skla Martina Rosola, který v té době byl ceněn jako nejlepší řemeslník v oboru a za své dílo obdržel Bavorskou státní cenu. Podařilo se mu získat pro Rosola pětiměsíční turistické vízum a spolu s ním zařídil dílnu potřebnými stroji. Martinovi Rosolovi se podařilo emigrovat i s rodinou roku 1988 a s Pavlíkem spolupracoval až do roku 2000.
Michael Pavlík se přestal věnovat foukanému sklu a vybudoval v té době nejlépe vybavený ateliér pro studené sklářské techniky. Velmi záhy se pak prosadil i jako uznávaný inovátor v oboru broušeného, leštěného a lepeného skla. V 80. letech podnikl cesty po Jižní Americe, do Indie a Himálají a po roce 1992 pobýval s rodinou v zimních měsících v Mexiku, kde si koupil vlastní dům.
Do roku 2003 spolupracoval se svou ženou Vladimírou Klumparovou a společně tvořili plastiky z hutního tvarovaného skla. Po návratu Klumparové do Čech prodali svůj dům a ateliér v Massachusetts, Pavlík opustil sklářskou tvorbu a odstěhoval se do Guatemaly, kde žije v domě na břehu jezera Atitlan.
Pavlíkova díla se nacházejí nejméně ve třiceti veřejných a soukromých sbírkách skla a vedle Jána Zoričáka je tak ve světě nejlépe zastoupeným českým sklářským výtvarníkem. Jeho syn Matyas Pavlik je rovněž sklářský výtvarník a spolupracuje se svou matkou Vladimírou Klumparovou.

### Ocenění
- 1978 First prize, Craftsmen 78, Museum of Philadelphia Civic Center, Philadelphia
- 1984 National Endowment for the Arts, Washington D.C.

## Dílo
Michael Pavlík se prosadil jako sklářský výtvarník hned na počátku své umělecké dráhy, když tvořil foukané tlustostěnné nádoby zdobené vrstvami abstraktních malířsky pojatých obrazců inspirovaných přírodou. Již tyto jeho první práce byly považovány za průkopnické a umělecky mnohem vyzrálejší než tehdejší současná americká sklářská tvorba z horkého skla.
Skutečného věhlasu a vrcholu umělecké kariéry Pavlík dosáhl svými kompozicemi geometrických elementů z broušeného optického skla Shott, které tvořil po roce 1986. Tato technika vyžaduje speciální vybavení i rozsáhlou řemeslnou zručnost a preciznost a ovládá jin jen malý počet výtvarníků. Pavlík experimentoval s barvami a nalezl metodu barvení průhledného lepidla, kterým spojoval broušené prvky z čirého skla. Podařilo se mu tak vytvořit barevné odrazy světla, které byly něčím zcela novým. Z výsledků jeho experimentů těžil i jeho dlouholetý spolupracovník Martin Rosol, který je používá ve svém tvorbě až do současnosti.
Po roce 1992, kdy část roku trávil pravidelně v Mexiku, pronikly do jeho tvorby opět barvy a křivky a začal se více věnovat barevnému hutnímu sklu, které tvořil spolu se svou ženou Vladimírou Klumparovou. Rozměrné plastiky nebyli schopni realizovat ve svém ateliéru a zadávali jejich realizaci českým firmám.

### Zastoupení ve sbírkách (výběr)
- Hokkaido Museum of Modern Art, Japan
- Museum für Kunst und Gewerbe, Hamburg, Germany
- Corning Museum of Glass, NY
- Carnegie-Mellon Museum of Art, PA
- Whittney Collection, NY; High Museum, GA
- Cooper-Hewitt Museum, NY
- Museum of Decorative Arts, Switzerland
- Toledo Museum of Art, OH
- American Craft Museum, NY[8]
- Smithsonian American Art Museum[9]
- Detroit Institute of Arts[10]

### Autorské výstavy (výběr)
- 1985 Holsten Galleries, Palm Beach
- 1985 Snyderman Gallery, Philadelphia
- 1987 Holsten Galleries, Palm Beach
- 1988 Betsy Rosenfeld Gallery, Chicago
- 1990 Sanske Galerie, Zürich
- 1992 Heller Gallery, New York City
- 1994 Habatat Gallery, Boca Raton, Florida
- 1998 Marx Saunders Gallery, Chicago
- 2000 SOFA Chicago – with Habatat Galleries, Chicago (s Vladimírou Klumparovou), Habatat Gallery, Boca Raton, (s Vladimírou Klumparovou)
- 2001 Heller Gallery, New York City, NY (s Vladimírou Klumparovou)
- 2002 Galerie Pokorná, Prague, Czech Republic (s Vladimírou Klumparovou)
- 2003 Imago Gallery, Palm Desert, CA (s Vladimírou Klumparovou)
- 2004 SOFA Chicago – Heller Gallery, Chicago, Habatat Gallery, Boca Raton, FL (s Vladimírou Klumparovou)
- 2005 Marx Saunders Gallery, Chicago, Galerie Pokorná, Praha